# Quan Sách
Quan Sách (chữ Hán: 關索, bính âm: Guan Suo) là một nhân vật hư cấu trong tiểu thuyết lịch sử Tam Quốc diễn nghĩa của nhà văn La Quán Trung. Trong tiểu thuyết này, Quan Sách xuất hiện tại Hồi thứ 87 và là người con thứ ba của Quan Vũ. Quan Sách là tướng của Thục Hán dưới quyền của Gia Cát Lượng trong cuộc chinh phạt vào vùng Nam Trung.

## Tiểu thuyết Tam Quốc Diễn Nghĩa
Khi Khổng Minh đang kiểm điêm binh mã trên đường tiến về phía Nam, thì Quan Sách vào ra mắt và báo cáo lại rằng từ khi Kinh Châu bị mất, Quan Sách lánh nạn ở Bảo Gia trang để dưỡng bệnh nhưng chỉ mong muốn vào Tây Xuyên ra mắt Lưu Bị để đi báo thù, nhưng thương tích chưa khỏi, không thể đi được. Nay đã bình phục, qua tìm hiểu biết được kẻ thù ở Đông Ngô đều bị giết cả rồi, nên đi tắt vào Tây Xuyên giữa đường gặp đại quân nam chinh, nên đến ra mắt. Khổng Minh nghe nói lấy làm ái ngại, một mặt cho người về báo với triều đình, một mặt, sai Quan Sách làm tiền bộ tiên phong, cùng đi đánh phương nam.
Trong chiến dịch bình phương Nam, nhìn chung Quan Sách không thể hiện là một viên tướng quá xuất sắc như Quan Bình hay Quan Hưng trước đó, Quan Sách chỉ được miêu tả là một viên tướng mẫn cán, luôn tuân lệnh của Khổng Minh và được giao những nhiệm vụ liên quan đến việc phục binh bắt các tướng Nam Man bỏ trốn, tiếp ứng cho quân đi trước, bảo vệ lương thảo... Quan Sách đã hoàn thành tốt nhiệm vụ, lập được một số công trạng cho quân Thục, góp phần vào thành công của chiến dịch bình phương Nam.

## Truyện mới thêm sau này
Nhân vật Quan Sách lại còn được hư cấu thêm nữa trong kịch và truyện dân gian, rằng rất đẹp trai nên gọi là "Hoa Quan Sách", và có hai người vợ là Bào Tam Nương và Hoa Man. Bào Tam Nương tính tình cởi mở, theo chồng trong suốt thời gian lưu lạc, trên chiến trường dũng mãnh không thua gì nam nhi. Còn nhân vật Hoa Man là con gái Mạnh Hoạch và nhân vật Chúc Dung, võ nghệ cao cường, phải lòng Quan Sách trên chiến trường, sau cật lực thúc đẩy việc hai bên đình chiến rồi được gả làm vợ Quan Sách.

## Thủy Hử
Nhân vật Dương Hùng còn gọi là "Bệnh Quan Sách", được cho là giống Quan Sách nhưng nước da tái nhợt.